# Alaska Ranger
Die Alaska Ranger war ein Fischerboot, zuletzt im Eigentum der Fishing Company of Alaska mit Sitz in Seattle. Das Schiff sank am 23. März 2008 in der Beringsee.

## Geschichte
Das Schiff war 1973 gebaut und ursprünglich als Ölfeld-Versorgungsschiff eingesetzt worden. Das Schiff sank am 23. März 2008 in der Beringsee. Gegen vier Uhr morgens stellte der Maschinist Wassereinbruch im Maschinenraum fest. Das Schiff sank gegen 04:30 Uhr. Durch die US-Küstenwache wird folgender Hergang als wahrscheinlich erachtet: Durch unzureichende Wartungs- und Ausbesserungsarbeiten kam es im Heck zu einem Wassereinbruch. Dies bedingte einen Stromausfall, in dessen Folge die Verstellpropeller in den Rückwärtsgang schalteten. Da die Maschinen noch liefen zog sich das Schiff so immer weiter unter Wasser. Von 47 Männern an Bord konnten 42 gerettet werden, 4 wurden tot geborgen, 1 Seemann blieb vermisst.

## In den Medien
Der Untergang wurde in der 1. Staffel der amerikanischen Doku-Serie In Seenot in der Folge „Das Drama der ‚Alaska Ranger‘“ (Original: „Disasters at Sea“, „Shipwrecked In Alaska“) thematisiert.
- Siehe auch: Der gefährlichste Job Alaskas